# Marina Herkules
Marina Herkules (фр. Port Hercule) je jedina marina u Monako-u u dubokoj vodi. Marina se nalazi u okrugu La Condamine.
Marina je u upotrebi od davnina. Moderna marina je završena 1926. godine, a značajna poboljšanja su bila 1970. god. Ona pokriva gotovo 40 hektara (160.000 m²), dovoljno da obezbedi uporište za oko 700 plovila. Piloti su obavezni za sve brodove duže od 30 metara. Dubina vode u luci kreće se od 7 metara za standardne vezove do 40 metara za spoljne stubova i za pristajanje krstarećih brodova.. Infrastruktura Kneževine Monako posvećena je turizmu, jedrenju i krstarenju.

### Proširenje
Godine 2010. finski proizvođač marina i pontona Marinetek angažovan je da isporuči tri nova pontona u Port Hercule. Stara fiksna pristaništa Monako zamenjena su Marinetek lebdiećim betonskim pontonima. Renoviranje je završeno 2011-e godine.
Godine 2011–e Jean-Michel Jarre održava besplatan koncert pred 85.000 gledalaca, na proslavi venčanja princa Albert II, knez od Monaka i Charlene Vittstock.
Marina Herkul je dom Foire de Monaco i sajamskim Merri-Go-kola i krepa koji se održava jednom godišnje u oktobru-novembru.
Danas, marina upravlja kompanijom Marina Hercules, pod vladinom licencom, i oni su zaduženi za operativni sistem veza. Slično drugim lukama, marina je u stalnom porastu, stalno menjajući usluge ili elemente koji nude svojim korisnicima- veći kvalitet njihovog boravka koji ih podstiče da se vrate.Osoblje ponosnoi nudi najbolju uslugu , obezbeđuje najprijatniji boravak za posetioce, pružajući im neophodne informacije o zabavi, proceduri za registraciju, itd.

### Usluge Marine Herkules
Yachting Harbour of Ceuta ima veličanstvene prostorije i opremu projektovanu za boravak brodova koji su usidreni preko noći, kao i za ostale korisnike.
Usluge su: Specijalne ponude na vezova za veće brodove u tranzitu.Vezova za plovila u tranzitu i u matičnoj luci, za duži vremenski period; Uslugi Depot d emabarcations i od Motos sr Cale Fen.;Dri-dock usluge za plovila i motora; Ugostiteljske usluge; univerzitet pomorski istraga; jedrenje, ronjenje i ribolov klubova;Sedište Seuta je sport i nautički Station Instituta "Instituto Ceuti de Deportes i Estacion Nautica"; Vezova za mlazne skija (usluga tokom leta, sa mogućnošću proširenja na mestima i ponudi) Fuel Dock.; Fueling usluge i dizela i benzina. Raspored: 9 do 2pm i 5 popodne do 8 časova (produžen do 12 časova tokom leta); Parking. Imamo velike parking mesta na Jahting Harbor, kao i ponude za zakup parking za oba člana i bilo kojim drugim korisnicima;ViFi pristup internetu pod uslovom da nam Govek u svim našim objektima; Pračečnaa dostupni za korisnike luke; Otvoreno 24 sata; Nasukavanjem i pokretanje brodova; Voda i blato izvice i pumpe-van službe. ;Nadzor i služba bezbednosti 24 sata dnevno; Brod na vuču. Marina Hercules ima brod na raspolaganju za vuču čamaca iz njihovog ugla kvara na naše objekata luke; Održavanje; Struja i voda u privezišta. Sve vezova imaju vodu i snabdevanje električnom energijom kompletan sa univerzalnim adapterima i sakuplajnje odpada.

### U popularnoj kulturi
Godine 1995, luka je korišćena kao lokacija u James Bond filmu GoldenEye. Bond (igrao prvi put Pierce Brosnan) pokušava da zaustavi zločinca Xenia Onatopp (Famke Janssen) u krađi helikoptera, ali beži kada je primećenod strane lokalne policije koji nisu svesni ko je on.

## Spoljašnje veze
- Zvaničan sajt Архивирано на веб-сајту  (23. фебруар 2017)
- Vlada Monaka
- Galerija slika Архивирано на веб-сајту  (21. септембар 2016)